# Adelphicos quadrivirgatum
Adelphicos quadrivirgatum (месоамериканська риюча змія) — вид змій родини полозових (Colubridae). Мешкає в Мексиці і Центральній Америці.

## Опис
Дорослі месоамериканські риючі змії досягають довжини 36,6 см, враховуючи хвіст довжиною 5,5 см. Верхня частина тіла світло-червонувато-коричнева, поцяткована 4-5 чорнуватими вузькими смугами. Нижня частина тіла білувата, посередині хвоста чорнувата смуга.

## Поширення і екологія
Центральноамериканські риючі змії мешкають в Мексиці, Гватемалі, Гондурасі, і Белізі, спостерігалися в біосферному заповіднику Босавас на півночі Нікарагуа. Вони живуть в тропічних і субтропічних вологих лісах, на висоті до 1740 м над рівнем моря.